# Irische Dialekte
Das heutige Irische wird gewöhnlich in drei größere Dialektzonen eingeteilt, die nach den jeweiligen Provinzen benannt werden, in denen sie gesprochen werden:
- Ulster
- Connacht
- Munster

Vom ausgestorbenen Leinster-Irischen sind so wenige Spuren erhalten, dass sich keine genaue Beschreibung rekonstruieren lässt. Diese größeren Zonen lassen sich jedoch noch in kleinere und kleinste Unterdialekte einteilen.
Der Ulster-Dialekt ist heute faktisch auf die irischsprachigen Gebiete der Grafschaft County Donegal beschränkt. (Der auf der Insel Rathlin gesprochene Dialekt ist sprachlich dem Schottisch-Gälischen zuzuordnen.)
Der Connacht-Dialekt wird im nördlichen Teil der Grafschaft County Mayo und in der Grafschaft County Galway gesprochen. Auch die beiden Sprachinseln in der Grafschaft Meath sind dem Connacht-Dialekt zuzuordnen.
Der Munster-Dialekt wird in den Grafschaften County Kerry, County Cork und County Waterford gesprochen.
Alle irischen Dialekte zeigen deutliche Besonderheiten in allen Bereichen des Sprachsystems (Phonologie, Morphologie, Syntax und Lexik), allerdings sind diese oftmals wesentlich geringer als z. B. die Unterschiede zwischen den deutschen Dialekten.
Die Standardsprache beruht konkret auf keinem der drei Dialekte, sondern eher auf einem „gemeinsamen Nenner“ aller drei, ist aber faktisch dem Connacht-Dialekt am ähnlichsten.

## Phonologie

### abh
Im Gegensatz zu Munster (M) und Connacht (C) wird die Zeichenfolge abh in Ulster (U) als langes geschlossenes /oː/ ausgesprochen, so U [goːr] gabhar ‚Ziege‘ gegenüber M und C /gaur/.

### adh, agh
Parallel zur Aussprache von abh werden in Ulster in den meisten Fällen adh und agh als langes /eː/ artikuliert: U /eːrk/ adharc ‚Horn‘ im Gegensatz zu M/C /airk/, U /sleːdaːn/ slaghdán ‚Erkältung‘ gegenüber M/C /slaidɑːn/. Ältere Sprecher haben hier noch einen relativ eigentümlichen Laut ([ɞː]), der heute aber fast vollkommen verschwunden ist.

### -adh (am Wortende)
Die Buchstabenverbindung adh wird am Wortende in Munster und Süd-Connacht (SC, County Galway) als [⁠ə⁠] artikuliert (d. h. als ob nur -a geschrieben würde), in Nord-Connacht (NC, County Mayo) und Ulster jedoch als /uː/. Entsprechend spricht man das Wort samhradh ‚Sommer‘ in Munster und Connacht als /saurə/, in Mayo und Donegal als /sauruː/ aus. Hier gibt es jedoch einige Besonderheiten zu beachten:
- Die Endung -adh im Imperfekt und Konditional der Verben wird in Munster und Süd-Connacht als /əx/, in Nord-Connacht als /uː/ artikuliert: M/SC /xir´həx ʃaːn/, NC/U /xir´huː ʃaːn/ chuirfeadh Seán ‚Seán würde legen‘, M/SC /voləx mə vak/, U /voluː mə vak/ ‚Mein Sohn lobte‘.

- Folgt der Verbform jedoch ein mit s beginnendes Pronomen (also sé, sí, sinn, sibh, siad), so wird die Endung von Imperfekt und Konditional in Connacht und Ulster als /ət/ ausgesprochen. So /xirhət ʃeː/ chuirfeadh sé ‚er würde legen‘, /volət ʃiv´/ mholfadh sibh ‚ihr würdet loben‘. In Munster wird diese Unterscheidung nicht gemacht und überall /əx/ artikuliert.

- Die Impersonalform auf -adh wird in Nord-Connacht und Ulster der allgemeinen Regel entsprechend als /uː/ ausgesprochen, in Süd-Connacht meist ebenfalls als /uː/, die Form -íodh in Verben der zweiten Konjugation jedoch als /iːv/. In Munster treten drei konkurrierende Aussprachen auf: In (County Kerry) (Corca Dhuibhne) ist /əx/ üblich, in (County Cork) /əɡ/ (Muscraí)  und /əv/ (Südküste). Entsprechend wird die Form cuireadh ‚man legte‘  wie folgt ausgesprochen: Ulster und Connacht /kir´uː/, Munster /kir´əx/ (Corca Dhuibhne), /kir´əg/ (Muscraí) oder /kir´əv/ (Südküste).

### -idh, -igh
Wortauslautendes -idh oder -igh wird in Munster als /əɡ´/, in Süd-Connacht (parallel zu -adh) als /⁠ə⁠/ und in Nord-Connacht und Ulster als /iː/ ausgesprochen: M /saurəɡ´/, SC /saurə/, NC/U /sauriː/ samhraidh ‚Sommer‘ (Genitiv).

### -amh
Orthographisches amh am Wortende wird in Ulster und Nord-Connacht als /uː/, in Süd-Connacht als /⁠ə⁠/ und in Munster als /əv/ ausgesprochen. Entsprechend U/NC /taluː/, SC /talə/, M /taləv/ für talamh ‚Boden, Land‘. Dies gilt – zumindest in Süd-Connacht – jedoch nicht für solche Wörter, die nicht zum ursprünglichen Wortschatz des Dialekts gehören, wie z. B. SC /m´ehəv/ Meitheamh ‚Juni‘ oder SC /akədəv/ acadamh ‚Akademie‘.

### -imh
Im Auslaut wird die Verbindung imh in Süd-Connacht parallel zu -amh nur als /⁠ə⁠/ artikuliert (SC /kr´ed´ə/ creidimh ‚Glauben‘ (Genitiv)). In allen anderen Dialektgebieten spricht man /əv´/ (M/NC/U /kr´ed´əv´/). Allerdings gibt es sowohl in Nord-Connacht als auch in Ulster Wörter, in denen auslautendes imh als langes /iː/ ausgesprochen wird. hierbei handelt es sich wohl um eine morphologische Angleichung der Wörter auf -amh an die auf -adh.
Im Munster-Dialekt schwindet bh/mh im Wortinnern oft vollständig: M /lɑː/ lámha, /g´iːrə/ geimhreadh ‚Winter‘.

### ao, aoi
Der im heutigen Irischen als ao geschriebene Laut geht auf einen mittelirischen langen Vokal zurück, der aus den beiden altirischen Diphthongen áe und óe entstanden war, dessen genauer Lautwert sich aber nicht mehr ermitteln lässt. In Munster wird dieser Laut heute als langes /eː/ ausgesprochen, in Connacht und Ulster als langes /iː/. Daneben findet sich in Ulster aber vereinzelt noch eine ältere Aussprache als /ɯː/. Entsprechend M /seːr/, C /siːr/, U /siːr/ bzw. /sɯːr/ für saor ‚frei, billig‘.
Vor palatalisierten Konsonanten (orthographisch aoi) wird überall (auch in Munster) /iː/ gesprochen: /siːr´ə/ saoire ‚frei, billig‘ (Komparativ). Allerdings gilt dies in Munster meist nur für die Fälle, in denen auch tatsächlich ein Konsonant folgt. Steht aoi allein am Wortende, so spricht man /eː/, z. B. /neː/ naoi ‚neun‘.

### Konsonant + n
In Connacht und Ulster wird ein ursprüngliches (und orthographisches) n nach einem anderen Konsonanten (außer s) als /⁠r⁠/ artikuliert: U/C /mraː/, M /mnaː/ mná ‚Frauen‘. In Süd-Connacht kann jedoch bei einzelnen Sprechern auch /⁠n⁠/ auftreten.

### bh, mh
Im heutigen Irischen werden die mit bh und mh bezeichneten Konsonanten zumeist beide gleich ausgesprochen, nämlich in Munster als [⁠v⁠] (oder [⁠β⁠]) und in Connacht und Ulster als [⁠w⁠] – M [mə vuk], C/U [mə wuk] mo mhuc ‚mein Schwein‘.
Bei älteren Sprechern zeigen Vokale in Verbindung mit mh jedoch mehr oder weniger ausgeprägte Nasalität. Ebenso treten einige typische Lautveränderungen bei Vokalen nur in Verbindung mit mh auf, nicht aber in Verbindung mit bh.
In Teilen Süd-Connachts (hauptsächlich in der Gegend um Carna) wird mh auch im Wortinnern als Konsonant artikuliert, so z. B. /savrə/ samhradh ‚Sommer‘ (gegenüber M und übrigem SC /saurə/, NC/U /sauruː/).

### Palatalisiertedundt
Bei den palatalisierten d- und t-Lauten zeigt sich ein deutlich wahrnehmbarer Dialektunterschied: In Ulster und teils in Nord-Connacht werden diese als Affrikaten [⁠dʒ⁠] und [⁠tʃ⁠] artikuliert, in Süd-Connacht als deutlich palatalisierte Plosive [dʲ] und [tʲ], in Munster als (post)alveolare Plosive [d̠] und [t̠].

### Palatalisiertesr
In Donegal, hauptsächlich in Gaoth Dobhair, wird palatalisiertes r als [⁠j⁠] ausgesprochen und kann in verbindung mit einem unbetonten Vokal ein langes /iː/ ergeben. So z. B. [kɔːj] cóir ‚recht‘, [mæːjə] Máire (Eigenname), [mahiː] máthair ‚Mutter‘.

### cht
Ebenfalls für Nord-Donegal charakteristisch ist die Aussprache von cht als /rt/, wie in /ort/ ocht ‚acht‘ oder /kosuːlart/ cosúlacht.

### á
In weiten Teilen Nord- und Zentral-Donegals, mit Zentrum in Gaoth Dobhair, wird langes á als [æː] ausgesprochen, so z. B. [bæːd] bád ‚Boot‘. Im südlichen Teil Donegals ist diese Aussprache weniger verbreitet. Alle anderen Dialekte haben hier ein hinteres [ɑː] (entsprechend [bɑːd]), welches sich insbesondere in Munster zu [ɒː] verschieben kann.
In Ulster wird langes á vor th gewöhnlich gekürzt: /lahər´/ láthair ‚Gegenwart‘.

### ó
In Donegal wird langes ó gewöhnlich als offenes [ɔː] artikuliert, so z. B. [kʲɔː] ceo ‚Nebel‘. Steht ó jedoch in unmittelbarer Nachbarschaft eines Nasals (n, m, mh), so ist die Aussprache ein geschlossenes [oː], z. B. [moːr] mór ‚groß‘.
In Süd-Connacht wird ursprüngliches langes /oː/ in unmittelbarer Nachbarschaft eines Nasals zu /uː/, so z. B. /muː/ mó ‚größer‘, /nuːm´eːd/ nóiméad ’Minute. Eine Ausnahme ist das Wort mór ‚groß‘.

### éa
Orthographisches éa (d. h. langes /eː/ vor velarisiertem Konsonanten) wird in Ulster und Connacht als /eː/ ausgesprochen, in Munster jedoch in den meisten Fällen als /ia/. So z. B. M /k´iad/ céad ‚hundert‘, C/U /k´eːd/. Allerdings finden sich in M einzelne Wörter, für die diese Regel nicht gilt.

## Betonung und Vokalreduktion

### Betonung
Im Irischen wird grundsätzlich die erste Silbe betont. Eine Ausnahme hiervon ist der Munster-Dialekt, wo ein langer Vokal außerhalb der ersten Silbe die Betonung auf sich zieht: M [skəˈdɑːn] im Gegensatz zu C [ˈskudɑːn̩] und U [skadan] scadán ‚Hering‘. Wie aus dem Beispiel ersichtlich, wird hierbei in M oftmals der Vokal der ersten – nun unbetonten – Silbe reduziert und schwindet oft ganz (so sind z. B. in M barróg ‚Umarmung‘ und bróg ‚Schuh‘ gleichlautend). Die Betonung kann auch auf die dritte Silbe verlegt werden, vorausgesetzt die beiden ersten Silben sind kurz (so in [sp´el´əˈdoːr´] speileadóir ‚Schnitter‘).

### Vokalreduktion
In Connacht wird ein Vokal der ersten Silbe vor einem folgenden á zu /⁠u⁠/ oder /⁠i⁠/ verändert. Die Betonung bleibt dabei jedoch auf der ersten Silbe: [ˈkuʃl´ɑːn] caisleán ‚Burg‘, [ˈɡ´irɑːn] gearán ‚Beschwerde‘.
Im Ulster-Irischen werden alle unbetonten Vokale gekürzt, jedoch normalerweise nicht reduziert, so dass der Unterschied zwischen ursprünglich kurzen und ursprünglich langen Vokalen erhalten bleibt: [ˈtaxran] tachrán ‚Kleinkind‘. Hierbei wird ursprüngliches ó häufig zu [⁠a⁠], z. B. [ɡ´ibaɡ] giobóg ‚Fetzen‘.

### ach
In der Verbindung ach in unbetonten Silben ist in Munster und Ulster das a nicht zu /⁠ə⁠/ reduziert worden und verhält sich wie ein langer Vokal. Entsprechend zieht ein ach in der zweiten Silbe in Munster die Betonung auf sich (M [bəˈkɑx] bacach ’lahm'). Auch in Ulster behält das /⁠a⁠/ in diesen Fällen seine ursprüngliche Qualität: [ɡ´alax] gealach ‚Mond‘. In Connacht fehlt diese Sonderentwicklung und unbetontes ach wird als [əx] ausgesprochen: [k´itəx] ciotach ‚linkshändig‘.

## Morphologie
Die Hauptunterschiede auf dem Gebiet der Morphologie liegen in der unterschiedlichen Verwendung der Anlautmutationen. Daneben treten Unterschiede in der Verwendung synthetischer oder analytischer Verbformen sowie teils in der Pluralbildung auf.

### Anlautmutationen
- Eine Kombination aus Präposition und Artikel im Singular verursacht im Ulster-Dialekt Lenition, im übrigen irischen Sprachgebiet Eklipse: U ar an bhealach ‚auf dem Weg‘, C/M ar an mbealach.

- Im gesamten Gebiet des Connacht-Dialekts tritt nach sa ‚in der‘ Eklipse, statt der ansonsten üblichen Lenition auf: C sa mbaile ‚zu Hause‘.

- In Munster (hauptsächlich Kerry) tritt Eklipse nach Präposition und Artikel auch bei Substantiven auf, die  mit d- und t- beginnen: M ag an ndoras ‚an der Tür‘ (sonst ag an doras), ag an dteaghlach ‚bei der Familie‘ (sonst ag an teaghlach).

### Verbendungen
Im Süden des irischen Sprachgebiets sind eher synthetische Verbformen üblich, je weiter man nach Norden kommt, desto größer wird die Zahl der analytisch gebildeten Formen (als Beispiel das Verb bris ‚brechen‘ im Präsens):
| Munster        | Connacht/Ulster |
| brisim         | brisim          |
| brisir         | briseann tú     |
| briseann sé/sí | briseann sé/sí  |
| brisimíd       | briseann muid   |
| briseann sibh  | briseann sibh   |
| brisid         | briseann siad   |

Zumindest in Connacht sind jedoch die alten synthetischen Formen noch als kurze Antwortformen gebräuchlich.

### Kurzformen der Verben
In Ulster werden einige Verben im Präsens meist in einer lenierten, endungslosen Form verwendet:
| Ulster    | Connacht     | Bedeutung    |
| ghní sé   | déanann sé   | 'er macht'   |
| tchí sé   | feiceann sé  | 'er sieht'   |
| bheir sé  | tugann sé    | 'er gibt'    |
| gheibh sé | faigheann sé | 'er bekommt' |

### Futurendung
Im Ulster-Dialekt haben Verben der 2. Konjugation die Endung -eochaidh (gesprochen meist als [ahi]), statt -eoidh der anderen Dialekte. So z. B. U imeochaidh sé ‚er wird gehen‘ statt C/M imeoidh sé.

### Negation
Als Negationspartikel wird im Ulster-Dialekt (mit Ausnahme von Süd-Donegal) cha (vor Vokalen chan) statt des ansonsten üblichen ní verwendet: U chan ólann sé ‚er trinkt nicht‘, C/M ní ólann sé. In Verbindung mit cha(n) wird statt des Futurs normalerweise das Präsens verwendet, chan ólann sé bedeutet also ebenfalls ‚er wird nicht trinken‘.

### Partikeldo
In Munster wird häufig (zumindest bei älteren Sprechern) die Vergangenheitspartikel do auch bei Verbformen verwendet, die mit Konsonanten beginnen. In dieser Position fehlt sie in den anderen Dialekten grundsätzlich:
M do chuir sé ‚er legte‘ statt C/U chuir sé

## Wortschatz
Im Bereich des Wortschatzes zeigt sich teils eine Trennung in eine nördliche und eine südliche Variante (wobei sich der Connacht-Dialekt mal dem Ulster-, mal dem Munster-Dialekt anschließt) –
| Nord   | Süd      | Bedeutung        |
| bruith | beirigh  | 'sieden, kochen' |
| cluin  | clois    | 'hören'          |
| corr-  | fo-      | 'vereinzelt'     |
| deifir | deabha   | 'Eile'           |
| madadh | madra    | 'Hund'           |
| spád   | rámhainn | 'Spaten'         |

teils eine Trennung entsprechend den drei Dialektgebieten:
| Ulster        | Connacht   | Munster   | Bedeutung   |
| bomaite       | nóiméad    | neomat    | 'Minute'    |
| caidé / goidé | céard      | cad       | 'was?'      |
| fá            | faoi       | fé        | 'über'      |
| foirsteanach  | feiliúnach | oiriúnach | 'passend'   |
| préata        | fata       | práta     | 'Kartoffel' |
| ruball        | drioball   | eireaball | 'Schwanz'   |

(In der Bedeutung ‚unter‘ wird jedoch auch in Ulster faoi verwendet, so dass ein Unterschied zwischen fá und faoi existiert, der in den anderen Dialekten fehlt.)